# Robert Vaßen

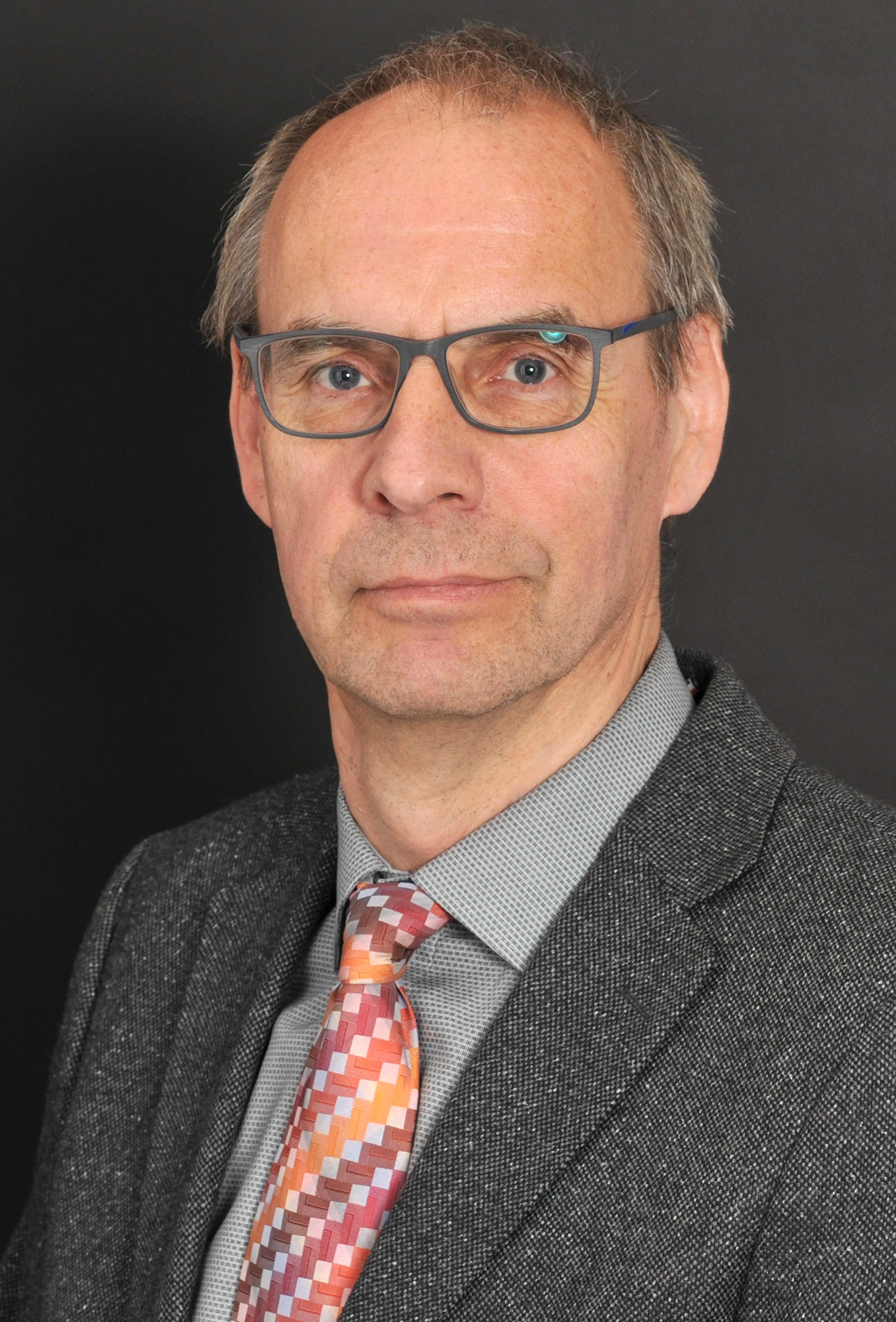
Robert Vaßen (2019)

Robert Vaßen (* 24. Februar 1961 in Düren) ist ein deutscher Physiker und hat eine Lehrprofessur an der Ruhr-Universität Bochum am Institut für Werkstoffe im Fachbereich Ingenieurkeramik inne. Er ist Abteilungsleiter „Materialien für Hochtemperaturtechnologien“ und stellvertretender Leiter des Institute for Energy Materials and Devices (IMD-2): Werkstoffsynthese und Herstellungsverfahren am Forschungszentrum Jülich.

## Leben und Werdegang
Robert Vaßen studierte von 1980 bis 1986 Physik an der RWTH Aachen, wo er sein Diplom erhielt. An der gleichen Universität promovierte er bei Prof. Uhlmaier in der Festkörperphysik mit der Arbeit Diffusion von Helium in kubischraumzentrierten und hexagonalen Metallen im Jahr 1990. Nach seiner Promotion war er als wissenschaftlicher Mitarbeiter am IEK-1-Institut für Energie- und Klimaforschung (jetzt Institute of Energy Materials and Devices (IMD-2)), Forschungszentrum Jülich, wo er ab 1998 Abteilungsleiter und seit 2014 stellvertretender Leiter des Instituts wurde. Während dieser Zeit habilitierte er sich 2004 an der Ruhr-Universität Bochum mit dem Thema Entwicklung neuer oxidischer Wärmedämmschichten für Anwendungen in stationären und Flug-Gas-Turbinen. Seit 2010 ist er Gastprofessor an der Universität West, Trollhättan, Schweden. Im Jahr 2014 lehnte er einen Ruf auf eine W3-Professur im Bereich Beschichtungstechnik an der Technischen Universität Berlin ab.
Seit 2014 ist Vaßen Doktorvater von mehr als 75 Studenten, davon 40 eigene Doktoranden an der Ruhr-Universität Bochum und die anderen als Co-Dozent an verschiedenen Universitäten wie der University West, Trollhättan, Schweden, der University Cambridge, dem Imperial College London und der University of Manchester, alle drei Vereinigtes Königreich, der Universität Stuttgart, der Universität Bayreuth, der Mines Paris Tech, und anderen.

## Forschungsschwerpunkt
Robert Vaßens Forschungsschwerpunkt liegt auf der Entwicklung von Hochtemperaturmaterialien und -schichten auch mit zusätzlichen funktionellen Eigenschaften wie Sensoreigenschaften, Selbstheilungsfähigkeiten oder erhöhter Belastungstoleranz. Er ist auch in der Entwicklung von funktionellen Beschichtungen für Festoxid-Brennstoffzellen, Membranen für die Sauerstoff- und Wasserstofftrennung tätig. Neuerdings werden auch Reparaturtechnologien, insbesondere durch Kaltgasspritzen, Aerosolabscheidungsverfahren sowie Beschichtungslösungen für die alkalische und PEM-Elektrolyse entwickelt.

## Mitgliedschaften
- Seit 2008 Mitglied im DIN-Normenausschuss Schweißen und verwandte Verfahren (NAS)[7]
- Deutsche Keramische Gesellschaft e.V. (DKG)[8][9]
- Gemeinschaft Thermisches Spritzen e.V. (GTS)[10]
- Gutachter für die DFG, die Alexander-von-Humboldt-Foundation, die Carl-Zeiss-Stiftung, die AiF, mehrere nationale Forschungsorganisationen[11]

## Auszeichnungen
- 2017: Ernennung zum Fellow der American Ceramic Society[12][13]
- 2017: Einführung in die ASM/TSS Hall of Fame of Thermal Spray[14][15]
- seit 2017: Editor des Journal of the European Ceramic Society[16][17]
- 2019: Ernennung zum Fellow von ASM/TSS[18][19]
- 2019: Wahl zum Mitglied im DFG Fachkollegium „Werkstofftechnik“ für die „Beschichtungs- und Oberflächentechnik“[20][21]
- 2022: Europäischer SOFT Innovation Award (50000 € Preisgeld) zusammen mit Wissenschaftlern des KIT (Karlsruher Institut für Technologie) für die Entwicklung gradierter Schichten für Fusionsreaktoren[22][23]

## Publikationen
- mit Daniel E. Mack, Martin Tandler, Yoo J. Sohn, Doris Sebold, Olivier Guillon: Unique performance of thermal barrier coatings made of yttria‐stabilized zirconia at extreme temperatures (> 1500 °C). In: Journal of the American Ceramic Society, Band 104, Nr. 1, September 2020. doi:10.1111/jace.17452, S. 463–471.
- mit Apurv Dash, Olivier Guillon, Jesus Gonzalez-Julian: Molten salt shielded synthesis of oxidation prone materials in air. In: Nature materials. Band 18, Nr. 5, Mai 2019. doi:10.1038/s41563-019-0328-1, S. 465–470.
- mit Tobias Kalfhaus, M. Schneider, B. Ruttert, Doris Sebold, T. Hammerschmidt, Werner Theisen, Gunther F. Eggeler, Olivier Guillon: Repair of Ni-based single-crystal superalloys using Vacuum Plasma Spray. In: Materials & Design, Band 168, 15. April 2019. doi:10.1016/j.matdes.2019.107656, S. 107656.
- mit R Singh, S Schruefer, S Wilson, Jens Gibmeier: Influence of coating thickness on residual stress and adhesion-strength of cold-sprayed Inconel 718 coatings. In: Surface and Coatings Technology, Band 350, September 2018. doi:10.1016/j.surfcoat.2018.06.08, S. 64–73.
- mit Emine Bakan: Ceramic top coats of plasma-sprayed thermal barrier coatings: materials, processes, and properties. In: Journal of Thermal Spray Technology, Band 26, Nr. 6, Juli 2017. doi:10.1007/s11666-017-0597-7, S. 992–1010.
- mit Armelle Vardelle, Christian Moreau, Jun Akedo, Hossein Ashrafizadeh, Christopher C. Berndt, Jörg O. Berghaus, Petri Vuoristo: The 2016 thermal spray roadmap. In: Journal of Thermal Spray Technology, Band 25, Nr. 8, Dezember 2016. doi:10.1007/s11666-016-0473-x, S. 1376–1440.
- mit Markus Haydn, Kai Ortner, Thomas Franco, Sven Uhlenbruck, Norbert H. Menzler, Detlev Stöver: Multi-layer thin-film electrolytes for metal supported solid oxide fuel cells. In: Journal of Power Sources, Band 256, Juni 2014. doi:10.1016/j.jpowsour.2014.01.043, S. 52–60.
- mit Maria O. Jarligo, Georg Mauer, Martin Bram, Stefan Baumann: Plasma Spray Physical Vapor Deposition of La1-xSrxCoyFe1-yO3-δ Thin-Film Oxygen Transport Membrane on Porous Metallic Supports. In: Journal of thermal spray technology, Band 23, Nr. 1, 2014. doi:10.1007/s11666-013-0004-y, S. 213–219.
- mit Xueqiang Cao, Frank Tietz, Debabrata Basu, Detlev Stöver: Zirconates as new materials for thermal barrier coatings. In: Journal of the American Ceramic Society, Band 83, Nr. 8. doi:10.1111/j.1151-2916.2000.tb01506.x, S. 2023–2028.
- mit Detlev Stöver: Processing and properties of nanograin silicon carbide. In: Journal of the American Ceramic Society, Band 82, Nr. 10, Oktober 1999. doi:10.1111/j.1151-2916.1999.tb02127.x, S. 2585–2593.